# 日経ソフトウエア
日経ソフトウエア（にっけいソフトウエア）は、日経BPから発売されている月刊のパソコン雑誌である。1998年7月に創刊した。2023年下期の平均発行部数は1万206部（日本ABC協会の調べ）。